# Don Walsh
Don Walsh (Berkeley, Kalifornija, 2. studenoga 1931.) je američki oceanograf, istraživač i specijalist za pomorsku politiku. Bio je zajedno sa švicarskim oceanografom Jacquesom Piccardom u batiskafu Trieste koji je 23. siječnja 1960. godine zaronio na dno Marijanske brazde, najdublje oceanske točke.  Dubina izmjerena pri zaronu bila je 10.916 metara. Kasnija točnija mjerenja izmjerila su dubinu od 10.911 metara.

## Životopis
Walsh se bavio oceanografijom, inženjerstvom i pomorskom politikom više od 50 godina. Bio je časnik Ratne mornarice SAD-a od završetka studija na Pomorske akademije u Annapolisu 1954. godine. Umirovljen je u činu kapetana. 15 je godina proveo na moru, većinom u podmornicama. Bio je zapovjednik podmornice. Radio je na istraživanjima oceana za mornaricu. Obnašao je dužnost dekana pomorskih programa i profesor brodostrojarstva na Sveučilištu Južne Kalifornije. Inicirao je i vodio sveučilišni Institut za pomorske i obalne studije. Godine 1989. njegova kompanija International Maritime Incorporated ugovorila je suradnju s ruskim oceanografskim institutom Širšovim oceanološkim institutom radi osnivanja kompanije koja će se baviti podmorskim održavanjem, Soyuz Marine Service, koja radi u Ruskoj Federaciji.
Walsh danas živi sa suprugom Joan u Dori–Sitkumu u Oregonu, blizu Coquille.  Bavi se pomorskim konzultanstvom od 1976, i vodi 5 dubokomorskih ekspedicija godišnje.
Godine 2010. je obišao kinesku podmornicu za istraživanje velikih dubina s ljudskom posadom Jiaolong i njene graditelje u China Ship Scientific Research Center. Podmornica je "zabila kinesku zastavu na dno Južnokineskog mora tijekom 5 kilometarskog zarona u lipnju".
Walsh se pridružio timu koji je nadzirao zaron Deepsea Challengera u kojem je James Cameron samostalno zaronio na dno Marijanske brazde 26. ožujka 2012.

## Vanjske povenice
- Don Walsh - Oceanographer. About Deep Ocean Expeditions. Deep Ocean Expeditions. Inačica izvorne stranice arhivirana 13. rujna 2015. Pristupljeno 27. siječnja 2014.
- United States Department of the Navy. 1. veljače 1960. Research Vessels: Submersibles - Trieste (priopćenje). Office of Naval Research. Inačica izvorne stranice arhivirana 18. travnja 2002. Pristupljeno 27. siječnja 2014.
- Dr. Don Walsh: Oceanographer. Arctic Expedition 2005. Students on Ice. Inačica izvorne stranice arhivirana 9. travnja 2013. Pristupljeno 27. siječnja 2014.
- Hall, Landon. 23. siječnja 2010. Seven miles under the sea. The Orange County Register
- Captain Don Walsh, USN (ret) Ph.D. Oceancareers.com. Centers for Ocean Sciences Education Excellence (COSEE)
- A Tea for Marta (PDF). The Explorers Club Northern California Chapter. Lipanj 2008. Inačica izvorne stranice (PDF) arhivirana 10. srpnja 2011. Pristupljeno 27. siječnja 2014.